# Michael Fields
Michael David Fields és un director de cinema i televisió nord-americà.
Ha dirigit episodis de Veronica Mars, Law & Order: Special Victims Unit, Law & Order: Criminal Intent, Third Watch, Gossip Girl, Homicide: Life on the Street, Sexe a Nova York, Roswell, Melrose Place i  iZombie,entre altres sèries.
També va escriure i dirigir l'adaptació televisiva de 1985 de Noon Wine per a la sèrie d'antologia de PBS American Playhouse. El 1990, va dirigir la seva primera i única pel·lícula teatral Bright Angel.
Fields és un graduat de la Universitat Wesleyana (Connecticut).